# Limnephilus externus
Limnephilus externus är en nattsländeart som beskrevs av Hagen 1861. Limnephilus externus ingår i släktet Limnephilus och familjen husmasknattsländor. Arten är reproducerande i Sverige. Inga underarter finns listade i Catalogue of Life.